# 룡문탄광선
룡문탄광선(龍門炭鑛線)은 만포선에서 갈라져 나오는 지선으로, 평안북도 구장군에 있는 어룡역과 같은 군내에 있는 룡문탄광역을 연결하는 철도노선이다. 1941년 9월 1일에 전구간이 개통되었다.

## 노선 정보
- 구간과 거리 : 어룡역~룡문탄광역 7.1km
- 역 수 : 2개(양단역 포함)
- 궤도 간격 : 1435mm(표준궤)
- 전철화 구간 : 전 구간(직류 3000V)
- 복선 구간 : 없음

## 역 목록
- 어룡역(魚龍驛)
- 룡문탄광역(龍門炭鑛驛)